# 大炊御門師経
大炊御門 師経（おおいのみかど もろつね）は、平安時代末期から鎌倉時代中期にかけての公卿。藤原北家大炊御門家、左大臣・藤原経宗の子。官位は右大臣・正二位。大炊御門家4代当主。

## 経歴
兄・藤原頼実には実子はいたが、その養子になる。元治2年（1186年）に12歳で従五位下に初叙される。その後侍従、左近衛少将、加賀権介、中宮権亮、長門権守、右近衛中将を経て、建仁2年（1202年）7月23日に従三位となり公卿に列せられる（この時右近衛中将を辞任）。
建仁3年（1203年）10月24日に正三位。建仁4年（1204年）1月13日に左近衛中将。元久2年（1205年）11月24日に権中納言。元久3年（1206年1月17日に従二位、建永2年（1207年）1月5日に正二位、承元2年（1208年）7月9日に中納言と土御門朝において早い期間で昇進する。承元3年（1209年）4月14日には春宮大夫となったが、順徳天皇即位に際してこれを辞している。
承元5年（1211年）1月18日に権大納言、建保7年（1219年）3月4日に大納言、承久の乱の後も貞応元年（1222年）8月13日に太政大臣に転じた西園寺公経の後任として内大臣となる。元仁元年（1224年）12月25日に右大臣。なお、子・家嗣も父が大納言、内大臣、右大臣に昇進した年に、それぞれ権中納言、正二位、中納言に昇進しており、嘉禄3年（1227年）4月2日に上表により右大臣を辞任して九条教実に譲った直後の4月9日には権大納言に昇進している。その後は長く太政官の官職に就く事なく、既に家嗣が出家した後の建長8年（1256年）7月に出家、正元元年（1259年）8月15日に薨御。享年85。
師経の日記などは伝存していないが、紙背に「因明入正理論義纂要中 自問言同品定有性 至金名俱不極成」とある仮名書状（もとは三帖以上あったもののうち中帖のみ）が伝存し、久曽神 昇(元愛知大学学長・理事長)が『中古中世仮名書状集』(風間書房）で紹介・解説している。

## 系譜
- 父：藤原経宗（1119-1189）
- 母：橘政光の娘
- 養父：藤原頼実（1155-1225）
- 妻：藤原光雅の娘
  - 男子：大炊御門家嗣（1197-1271）
- 生母不明の子女
  - 男子：大炊御門忠嗣
  - 男子：尊経